# Альбертоник
Альбертоник (лат. Albertonykus) — род тероподных динозавров из семейства альваресзаврид, живших во времена позднемеловой эпохи на территории нынешней Северной Америки. Включает единственный вид — Albertonykus borealis.

## Описание
Вид был описан в 2008 году Филом Карри и Ником Лонгричем. Первая часть названия рода относится к канадской провинции Альберта, вторая часть «nykus» — искажённое греч. νυχος — «коготь». Видовой эпитет означает — «северный».
Окаменелости датируются началом маастрихта, 70 миллионов лет назад. Голотип TMP 2001.45.91 состоит из левой голени. Есть и другие фрагменты костей, которые принадлежат по меньшей мере двум особям. На месте также были найдены кости большого теропода — альбертозавра.
Альбертоник был теплокровным пернатым динозавром, длиной чуть менее одного метра.

## Филогения
По данным кладистического анализа, альбертоник является сестринским таксоном клады Mononykinae. В статье с описанием динозавра данная особенность рассматривается как подтверждение гипотезы, что альваресзавриды возникли в Южной Америке, а затем через Северную Америку и сухопутный мост на территории современного Берингова пролива проникли в Азию. Альбертоник является самым ранним среди известных динозавров семейства альваресзаврид Северной Америки.